# Angelica sulla via di Versailles
Angelica sulla via di Versailles (Angélique - Le chemin de Versailles) è un romanzo del 1958 scritto da Anne e Serge Golon. Si tratta del secondo libro della serie di romanzi di Angelica.
In Italia il romanzo è stato pubblicato per la prima volta nel 1958 dalla casa editrice Garzanti col titolo Angelica alla corte del Re. Nel 1965 venne ripubblicato col titolo definitivo di Angelica sulla via di Versailles. Successivamente il romanzo è stato ristampato diverse volte e, a partire dal 1965, è stato spesso ristampato diviso in due romanzi distinti intitolati Angelica alla corte dei miracoli (comprendente le prime due parti del romanzo) e Angelica alla corte del re (composto dalla terza parte del romanzo).

## Trama

### Parte prima - La Corte dei Miracoli
Marzo 1661. Mentre sta spiando il monaco Bécher dalla finestra di una taverna, Angelica fa conoscenza con il nano Barcarola che, appreso che la donna intende uccidere il monaco, la conduce presso il Cimitero dei Santi Innocenti, dove si sono radunati i membri della Corte dei miracoli per pagare il tributo al loro capo, il Grande Coesre. Lì Rodogone l'Egiziano e Calembredaine si mettono a lottare, imitati dai loro uomini, per rivendicare il “possesso” di Angelica come loro donna. Alla fine è Calembredaine ad aggiudicarsi la donna e, dopo averla condotta nel suo rifugio presso la Torre di Nesle, le rivela la sua vera identità: l'uomo infatti altro non è che Nicola, l'amico d'infanzia di Angelica. 
In seguito gli uomini della Corte dei Miracoli attirano il monaco Bécher in una trappola per ucciderlo e lo terrorizzano fino a farlo morire di paura. Più tardi, tornati alla Torre di Nesle, Angelica e Nicola trascorrono la notte insieme.
La storia tra Angelica e Nicola rende molto gelosa la Polacca, ex compagna del giovane. Una sera, su istigazione di Cul di Legno, uno dei pitocchi, Angelica si reca in una taverna sul Ponte Nuovo dove vede Calembredaine insieme ai suoi compagni e alla Polacca. Furiosa, la donna lo colpisce alla testa con un vaso; poi, all'avviso che stanno per arrivare le guardie, scappano tutti e fanno ritorno alla Torre di Nesle. Durante la fuga la Polacca salva Angelica da una guardia che aveva cercato di fermarla.
Mentre le guardie danno la caccia alla marchesa degli Angeli, compagna di Calembredaine e ritenuta colpevole di omicidio, l'uomo insieme ai suoi uomini assalta la carrozza della signora di Brinvilliers e la deruba dei suoi gioielli.
Una notte la banda di Calembredaine si reca a svaligiare una casa nel sobborgo San Germano. Rimasta indietro, mentre sta fuggendo con la refurtiva Angelica viene attaccata da Sorbona, il cane di Desgrez. La donna riesce a liberarsi e poi si nasconde prima che giunga l'uomo. Poco dopo però Angelica viene catturata proprio da Desgrez il quale annuncia alle guardie che sono con lui che la marchesa degli Angeli è stata catturata. Però dopo aver visto il viso della donna Desgrez afferma di essersi sbagliato e la lascia libera.
Al mattino, una volta giunta sul Lungosenna della Torretta, Angelica si sdraia su un barcone pieno di fieno e lì, vinta dalla stanchezza, si addormenta. Si risveglia improvvisamente sotto le carezze di uno sconosciuto, il quale poi si mette a corteggiarla. Ma appena scopre che si tratta della donna di Calembredaine, l'uomo la saluta e fugge via. Passando per il Ponte Nuovo Angelica trova alcuni uomini di Calembredaine che la informano che il suo uomo era preoccupato per la sua sorte; poi assiste all’esame di Flipot che il giovane supera con successo.
Una sera d'estate, Gian Putrido, un mercante di bambini, si reca alla Torre di Nesle. Notato il piccolo Linot, nipote di Tebaldo il suonatore di ghironda, l'uomo si offre di acquistarglielo per poi rivenderlo a qualche gran signore. Nonostante le proteste di Tebaldo, Gian Putrido prende Linot per condurlo via con sé ma è fermato da Angelica che lo avvisa che non può portare via il fanciullo senza l'autorizzazione di Calembredaine. L'uomo si ferma così ad attendere Calembredaine che ritorna solo a notte fonda. Ma prima che i due possano discutere sulla sorte di Linot giunge alla Torre Berta, la cameriera della contessa di Soissons, per vendere a  Gian Putrido un neonato mulatto, figlio bastardo della contessa e di Kuassi-Ba. Berta poi, veduto Barcarola, decide di condurlo con sé a Fontainebleau dalla regina per sostituire il suo nano morto da poco.
Decisa ad andare a vedere i suoi  figli, Angelica si reca nei pressi della casa del procuratore Fallot. Da uno scrivano apprende però che l'uomo e la sua famiglia non abita più lì da diversi mesi. Da un ciabattino lì vicino Angelica viene a sapere che Barbare, la domestica a cui aveva affidato i figli, ora lavora da un rosticciere all'insegna del "Gallo Ardito". Angelica vi si reca subito e apprende da Barbara che i suoi figli si trovano da una nutrice nel villaggio de Neuilly, vicino a Longchamp. Il mattino seguente Angelica si reca dalla nutrice in questione e trova i suoi due figli sporchi e denutriti e li porta via con sé.
Inizialmente Nicola è perplesso per la scelta di Angelica di condurre i figli alla Torre di Nesle perché teme per il loro futuro. Ma ben presto i piccoli, sotto la sua protezione, diventano i beniamini della Corte dei Miracoli.
Nel settembre 1661, Nicola Fouquet viene arrestato e la sua caduta provoca un terremoto a corte.
Ad ottobre ha luogo la tradizionale fiera di San Germano nell'omonimo sobborgo parigino. Durante la fiera, Rodogone l'Egiziano tenta di uccidere Calembredaine lanciandogli un pugnale. L'uomo viene salvato in tempo da Angelica che aveva visto Rodogone con l’arma in mano. Scoppia così una furiosa e sanguinosa rissa tra gli uomini di Calembredaine e quelli di Rodogone. Quella notte tutte le donne presenti alla fiera, compresa Angelica, vengono arrestate e rinchiuse nel carcere del Castelletto. Qui i suoi carcerieri tagliano i capelli di Angelica per rivenderli per soldi, poi il podestà di Parigi condanna tutte le donne ad essere fustigate in pubblico. Prima che Angelica venga portata via per essere frustata, l'ufficiale della guardia la vede e le propone di andare a letto con lui per vedersi risparmiare la frusta. Al netto rifiuto della donna, l'uomo la caccia ordinando che venga anch'essa frustata. Ma poiché nessuno degli uomini della guardia civile ha ben capito l'ordine del capitano, Angelica se ne va via senza che nessuno la trattenga.
Mentre sta recandosi alla torre di Nesle Angelica viene fermata dalla Polacca. La donna l'avvisa che la Torre è ora in mano a Rodogone l'Egiziano e alla sua banda, che non si sa nulla del destino di Calembredaine e che il piccolo Florimondo è stato preso da  Gian Putrido mentre Cantor è stato venduto ad alcuni zingari. Le due donne partono poi insieme per raggiungere gli zingari e li trovano accampati nei pressi del ponte di Charenton, ma essi si rifiutano di rivendere alle donne il piccolo Cantor. Sconvolta, Angelica decide di far intervenire le guardie. Tornata a Parigi la donna si reca alla prigione del Castelletto dove chiede al capitano aiuto per riprendersi il figlio. L'uomo decide di aiutarla in cambio di una notte d'amore ed Angelica accetta. Dopo aver recuperato Cantor, Angelica informa il capitano che tornerà da lui la notte dopo, quindi porta il figlio da Barbara al «Gallo Ardito». Poi parte per andare a riprendersi Florimondo.
Angelica si reca nel quartiere riservato del sobborgo San Dionigi dove si trova la dimora del Grande Coesre. Entrata di nascosto nella casa fatiscente Angelica, grazie al pianto dei bambini, viene guidata fino ad una porta sbarrata da serrature. Mentre cerca un modo per rimuovere i cardini della porta viene sorpresa dal Grande Coesre e, per impedirgli di dare l'allarme, la donna è costretta ad ucciderlo. Subito dopo giunge sul luogo Rosina, l'ultima giovane moglie del Grande Coesre, che, ben felice della morte del mostruoso marito, aiuta Angelica a liberare Florimondo, Flipot e Linot dalla loro prigione. La giovane poi li aiuta a scappare dalla casa e Angelica li conduce tutti quanti all'Abbazia di San Martino dei Campi dove ricevono una scodella di brodo caldo. Notata la contessa di Soissons tra le dame che distribuiscono il mangiare, Angelica le si avvicina e chiede della legna, dei vestiti ed un po' di cibo per lei e gli altri in cambio del suo silenzio circa il figlio mulatto che la contessa ha da poco avuto. La donna, seppur a malincuore, si vede costretta a cedere per mantenere il suo segreto.
Più tardi Angelica con Florimondo e seguita da Rosina, da Linot e da Flipot, si presentano al «Gallo Ardito» e si installano nella stanza di Barbara con grande disappunto di padron Bourgeaud. Quella notte, Angelica si reca al Castelletto dal capitano della guardia e fa l'amore con lui come aveva promesso la sera prima. Al mattino la donna promette fra sé di non voler essere più costretta a rubare od uccidere, di non voler più vivere in miseria e di voler ridiventare una gran dama.

### Parte seconda - La taverna della Maschera Rossa
Ritornata nella rosticceria del «Gallo Ardito», Angelica viene male accolta da padron Bourgeaud il quale vorrebbe cacciarla via. La donna allora gli fa notare in che razza di stato versa il suo locale e questo apre gli occhi all'uomo che accetta che lei e tutti gli altri restino lì. Mentre Linot, Flipot e Rosina danno una mano nella rosticceria, Angelica, per guadagnare qualche soldo, si reca sul Ponte Nuovo per aiutare una fioraia che già una volta aveva aiutato quando faceva parte della Corte dei Miracoli. Appreso che le signore della corporazione dei fiori non sanno dove andare a pranzare per festeggiare il giorno di San Valbonne, la donna consiglia loro di pranzare al «Gallo Ardito». Grazie ad un locale rimesso a nuovo e alla prelibate pietanze cucinate da David Chaillou, il giovane nipote di padron Bourgeaud, il pranzo della Confraternita di San Valbonne si rivela un successo.
Nel novembre 1661 nasce il delfino di Francia e tutte le corporazioni si recano al Louvre a rendere omaggio all'erede al trono. Anche Angelica, come apprendista della Corporazione delle fioraie, vi si reca ed ha così modo di rivedere dopo mesi il re Luigi XIV. Mentre sta per uscire da palazzo, Angelica viene avvicinata da Barcarola, divenuto il nano della regina, il quale le consiglia vivamente di andare al più presto a rendere omaggio a Cul di Legno, divenuto nel frattempo il nuovo Grande Coesre, se vuole essere certa che nessuno dei suoi vecchi compagni di pitoccheria attenti alla sua vita.
Nel mese successivo, Angelica si dedica completamente al commercio della rosticceria e il «Gallo Ardito» si specializza nei pranzi delle confraternite. Fanno però poi seguito tre mesi terribili nei quali carestia e pestilenza colpiscono la città di Parigi. Durante questo periodo Angelica si reca a trovare Cul di Legno per chiedere che sia lasciata libera nella sua nuova esistenza. Superato il momento della carestia, il successo del «Gallo Ardito» fa sì che tra i suoi clienti inizino anche ad esserci diversi nobili. Angelica, per timore di essere riconosciuta da alcuni di essi, inizia ad indossare una maschera rossa.
Nel 1663, Angelica approfitta degli ozi forzati della Quaresima per realizzare tre progetti che le stanno a cuore. Primo, si trasferisce a vivere, sotto il nome di signora Morens, nel quartiere del Marais e porta con sé Barbara (e il cane Patù e la servetta Giasmina, unici amici di Florimondo quando stava a nutrice). Secondo, fa modificare l'insegna della rosticceria del «Gallo Ardito», divenuta, in seguito all'impulso da lei dato e al gusto dei clienti, la taverna della «Maschera Rossa». Appreso per caso che il pittore Gontrano Sancé abita nel sobborgo San Marcello, Angelica si reca da lui e gli commissiona la nuova insegna. Terzo, Angelica intende sfruttare la licenza in possesso di David Chaillou per lanciare nella società parigina la bevanda esotica chiamata cioccolata.
Un giorno Audiger, il maggiordomo del conte di Soissons, desideroso anch'egli di dare vita ad un commercio della cioccolata si presenta alla taverna per parlare con Angelica e convincerla a desistere dalle sue idee. L'uomo, rimasto affascinato dalla sua bellezza, le propone di sposarlo. Sconvolto David caccia l'uomo dalla taverna. Quella notte, approfittando del fatto che Angelica si è fermata a dormire lì, il giovane cuoco si presenta in camera sua e le dichiara tutto il suo amore. Angelica lo respinge e poi, appreso che il giovane vorrebbe almeno essere da lei iniziato all'amore, lo manda dalla Polacca affinché possa dare una calmata ai suoi bollenti spiriti. La mattina seguente Angelica e David si recano alla prepositura dei mercanti dove apprendono che la lettera-patente rilasciata al giovane Chaillou è valida, ma che per avviare un commerciò dovranno essere pagate molte altre tasse. Angelica inizia così a pensare di mettersi in società con Audiger. Lei, avrebbe fornito il materiale necessario e Audiger avrebbe provveduto a trasformarlo in bevanda. Un giorno d'estate Audiger invita Angelica ad andare con lui la domenica al mulino di Javel. Al mulino, Audiger si mette a parlare dei suoi viaggi e del suo mestiere e Angelica ne resta delusa perché sperava che lui approfittasse della gita per sedurla. È lei allora che prova a sedurlo ma l'uomo la respinge dicendole che sarà sua solamente dopo le nozze. Angelica, delusa, si addormenta su un pagliaio e al risveglio ripensa allo sconosciuto del battello da fieno e si domanda che fine abbia mai fatto.
Tempo dopo, mentre sta passeggiando sul Ponte Nuovo, Angelica rincontra proprio quell'uomo e avendo sentito che non mangia da giorni lo conduce alla taverna per sfamarlo. L'uomo poi entra in cucina e dopo aver detto ad Angelica di averla riconosciuta inizia a baciarla. Padron Bourgeaud, entrato in cucina, caccia immediatamente l'uomo fuori dalla sua taverna.
Per aver osato scrivere un libello nel quale derideva Luisa di La Vallière, favorita del re, il sovrano ordina che il Poetastro venga al più presto arrestato. Una notte, mentre Angelica sta per andare a letto, lo sconosciuto del battello bussa alla porta del suo appartamento chiedendole un riparo perché inseguito da Sorbona. Angelica lo fa nascondere in casa sua poi accompagna il cane fuori. E proprio lì fuori si ferma un poco a conversare con Desgrez, il quale le rivela di non essere più avvocato ma un capitano di polizia incaricato di dare la caccia a Claudio Le Petit, meglio noto come il Poetastro. Angelica realizza quindi che l'uomo misterioso è il famoso libellista. Quando  Desgrez se ne va, Angelica rientra in casa ed invita il  Poetastro ad andarsene via; l'uomo però riesce a convincerla a lasciarlo restare e dopo averla baciata i due fanno l'amore. Da quel momento Angelica e Claudio Le Petit intraprendono una relazione amorosa.
Una sera d'ottobre del 1664 un gruppo di nobili tutti mascherati si reca alla taverna della "Maschera Rossa". Angelica, dopo aver lasciato a padron Bourgeaud, a David e ai loro servitorelli l'incarico di riceverli, se ne va a casa. Più tardi la scimmietta Piccolo si precipita a casa della donna terrorizzata e sporca di sangue. Da alcuni gesti effettuati dalla scimmietta Angelica crede di capire che sia accaduta una disgrazia a Linot e si precipita verso la locanda accompagnata da Giasmina. Lungo la strada le due incontrano Flipot che racconta loro la tragedia che è avvenuta: i nobili, istigati da uno di essi, hanno preso Linot e dopo averlo baciato hanno tentato di violentarlo. Quando lui si è divincolato due nobili lo hanno ucciso conficcandogli le loro spade nel ventre. Padron Bourgeaud, intervenuto in soccorso del piccolo, è stato da loro deriso e poi castrato. David ha provato a calmarli ma ha ricevuto sulla testa un colpo di spadone. Terrorizzati, David, Flipot e gli altri serventi sono poi scappati dalla taverna.
Giunta alla taverna della «Maschera Rossa», Angelica trova i nobili che si sono baraccati dentro. Accompagnata da David, la donna passando dal retro entra nella cucina della taverna e si mette ad osservare non vista il comportamento dei nobili. Nei due che David le indica come gli assassini di Linot, Angelica riconosce il fratello del re e il cavaliere di Lorena e crede di aver riconosciuto anche gli altri mascherati. Quando uno di essi getta dell'acquavite nel fuoco provocando un principio d'incendio, Angelica corre nella sala per cercare di spegnerlo. Afferrata dai nobili, Angelica viene distesa sulla tavola ma prima che essi possano violentarla giunge in suo soccorso Sorbona che immobilizza al suolo Monsieur. Angelica poi smaschera tutti i presenti scoprendo così con orrore che oltre a Monsieur e a Lorena fanno parte del gruppo anche Guiche, Saint-Thierry, Louvigny, Frontenac, Vardes, Péguillin di Lauzun, Olone e Brienne. Tre nobili invece non riesce a riconoscere chi siano. Angelica poi permette loro di fuggire via. Intanto l'incendio si propaga sempre di più distruggendo la taverna e solo il pronto intervento dei Cappuccini impedisce che il fuoco si propaghi nelle case vicino. Devastata, Angelica si fa condurre da Sorbona fino a Desgrez e lo prega di procurargli i nomi dei tre nobili di cui ignora l'identità.
Angelica si reca poi dalle parti dell'Arsenale dove trova Claudio Le Petit e gli racconta gli avvenimenti della notte. L'uomo accetta poi di mettere con i suoi libelli alla berlina tutti i nobili responsabili della morte del piccolo Linot. Ogni giorno un nuovo libello smaschererà un nuovo nobile provocando così scandalo nelle alte sfere. I libelli vengono stampati in grandi quantità e diffusi ovunque, perfino al Louvre. Il re ordina che il Poetastro venga fatto tacere una volta per tutte, ma al tempo stesso, disgustato per l'accaduto, inizia a punire i nobili mandandoli alla Bastiglia. Intanto Desgrez fornisce ad Angelica l'elenco completo dei nobili, dal quale Angelica apprende che vi faceva parte anche suo cugino, Filippo del Plessis-Bellière, che non aveva riconosciuto. La donna decide comunque di non render noto il nome del cugino sostituendolo con il nome del marchese di Tormes, che inizialmente era anch'egli presente nella taverna e poi è vigliaccamente fuggito quando ha visto gli altri tentare di violentare Linot. Per impedire l'uscita di nuovi libelli, la polizia si mette alla ricerca del loro stampatore e dopo averlo scovato lo arresta con i suoi due lavoranti. Quello che però la polizia non sa è che i libelli sono già stati tutti stampati e che si trovano al sicuro chiusi in alcune casse a casa del Grande Coesre. Angelica, temendo per la vita di Claudio, lo convince a lasciare Parigi e a mettersi al sicuro. Tuttavia, prima che possa farlo, il Poetastro viene arrestaro ed impiccato in piazza di Grève.
Dopo l'impiccagione del Poetastro e l'uscita del libello col nome del conte di Guiche, Desgrez fa sapere ad Angelica che in cambio della distruzione dei libelli con gli ultimi tre nomi il re sarebbe ben disposto a concederle o una lettera-patente per la fabbricazione della cioccolata, o la somma di 50.000 lire o un qualche altro privilegio. Angelica accetta e la distribuzione quotidiana dei libelli cessa. Poi, alcuni giorni dopo, nello stesso giorno in cui Desgrez deve condurla presso  importanti personaggi per siglare ufficialmente il loro accordo, Angelica realizza di essere stanca di vivere. Dopo aver scritto un testamento nel quale affida la sorte dei suoi figli alla bontà del re, la donna si reca a casa di Desgrez per consegnarglielo. Desgrez, intuite le intenzioni di Angelica, cerca di farla rinsavire dimostrandosi scortese e violento con lei. Quand'ella riacquista la ragione, il poliziotto la conduce all'appuntamento con Colbert. In cambio della consegna dei libelli rimasti, Angelica ottiene una somma di 50.000 lire, la patente di cioccolateria a suo nome, facilitazioni per ottenere le materie prime e un'azione della recentemente fondata Compagnia delle Indie Occidentali.

### Parte terza - Le signore del Marais
Sono passati alcuni anni ed Angelica, grazie all'ingegnosa idea di lanciare la moda del cioccolato, ha fatto fortuna. Oltre a dirigere la cioccolateria «La Nana Spagnola», la donna è infatti anche proprietaria di diversi ristoranti e taverne, ed ha inoltre le mani in pasta in diverse imprese più modeste ma ugualmente molto redditizie. 
In un giorno di primavera Angelica si reca da Padron Lucas, salumaio di piazza di Grève, per rimborsargli il prezzo della visita del medico che l'uomo aveva chiamato quando lei, cinque anni prima, cadde svenuta davanti alla sua salumeria il giorno del rogo del conte di Peyrac. L'uomo, appreso che la donna era la moglie del condannato, decide di rivelarle un segreto che gli è stato rivelato dal proprietario dell'osteria lì accanto. L'oste afferma che il giorno prima del rogo gli si sono presentate delle persone mascherate che, dietro pagamento di una certa somma, gli hanno imposto di lasciare a loro l'osteria il giorno seguente. Spiandoli di nascosto, l'oste ha visto il boia condurre nell'osteria il conte di Peyrac per fargli bere un ultimo bicchierino. L'uomo è però quasi sicuro che ad uscire dal suo locale non sia stato l'uomo che era entrato bensì un cadavere.
Tormentata dal dubbio che quindi Goffredo possa essere effettivamente sfuggito al rogo e perduta nei suoi pensieri, Angelica si ritrova a percorrere via del Beautreillis. Qui assiste al passaggio della carrozza del principe di Condé, uscita dal cortile di un grande e bel palazzo. Notato che lo stemma scolpito sopra la porta sembra essere stato spezzato, Angelica chiede spiegazioni in merito ad una fioraia che lavora lì vicino ed apprende che quello una volta era il palazzo del conte di Peyrac, donato dal re a Condé. Angelica, che ricorda di esser già stata lì il primo giorno che mise piede a Parigi, inizia a studiare il modo per poter farsi presentare al principe di Condé.
Angelica inizia quindi a frequentare Filonide di Parajonc, sua vicina di casa ed esperta per quanto riguarda i salotti del Marais, il luogo ideale per permettere alle ambiziose di «passare» dalla plebe all'aristocrazia. Il giorno seguente si reca alla Tuileries insieme a Filonide di Parajonc nella speranza di incontrare Condé. Resasi poi conto di quanto sia assurdo il suo comportamento decide di andar via. Mentre le due stanno passeggiando Angelica vede suo cugino, Filippo del Plessis-Bellière, e fingendo di non conoscerlo dice all'amica che lo trova molto bello. Filonide inizia a raccontarle tutte le storie che si raccontano circa quell'uomo e di quanto sia crudele e brutale con le sue amanti. Angelica non vuole crederle e finisce col litigare con lei. In quel mentre i lacchè del duca di Lauzun scommettono su chi tra di loro avrebbe avuto l'audacia di andare a sollevare la gonna della prima dama che fosse uscita dalle Tuileries. Il fato vuole che quella dama sia Angelica. Luigi Enrico di Pardaillan di Gondrin, marchese di Montespan, che ha assistito alla scena e ne è rimasto disgustato, invia i suoi servi a combattere contro quelli del duca di Lauzun. Poco dopo giunge sul posto il duca di Lauzun che sfida a duello il marchese di Montespan nonostante i duelli siano stati proibiti e finisce col restare ferito. Per evitargli la Bastiglia, il marchese, aiutato da Angelica e Filonide, carica il duca sulla propria carrozza e lo porta a casa sua per medicarlo. A casa del marchese Angelica ha modo di rincontrare Atenaide di Mortermart, divenuta la moglie del marchese, e Francesca d'Aubigné, insieme alle quali diversi anni prima aveva assistito al trionfale ingresso del re a Parigi. Ma mentre la prima sembra non riconoscerla, la seconda lo fa senza però darlo troppo a vedere. Dopo aver ripreso conoscenza, Péguillin riconosce Angelica e si rallegra di aver scoperto che fine avesse fatto dopo la caduta di suo marito. 
In seguito a questo evento Angelica rivede spesso alle Tuileries il duca di Lauzun e il marchese di Montespan. Questi le presentano i loro amici e pian piano tutti i nobili che avevano fatto parte del passato di Angelica tornano nella sua vita. La signora Scarron poi la introduce a casa di Ninon di Lenclos, della quale diventa presto amica. Ninon capisce subito che Angelica desidera sollevarsi quanto più è possibile in alto nella scala sociale e si prodiga come meglio può a far si che questo avvenga. Tra le persone che Angelica incontra a casa di Ninon c'è Filippo del Plessis, al quale la donna rivela di essere sua cugina Angelica di Sancé di Monteloup. L'uomo non sembra però badare molto alla cosa. Angelica, sebbene pensi molto spesso a lui, si ripromette di non prestargli più attenzione.
Un giorno, mentre passeggia per il giardino del Lussemburgo, Angelica scorge il duca di Enghien, figlio del principe di Condé, che si nasconde nel boschetto. Appreso poco dopo che il giovane duca, sofferente di una malattia mentale, è scappato perché convinto di essere un coniglio ed è cercato da tutti, la donna indica ad un guardiano il luogo dove lo ha visto nascondersi. Il principe di Condé ringrazia la donna dell'aiuto che gli ha dato e poi la invita a recarsi con lui nel suo palazzo del Beautreillis. Angelica si dimostra fin da subito affascinata dal palazzo che fu del suo defunto marito e parlando con il principe per la prima volta dopo del tempo realizza che anche lui non era che una pedina nelle mani di Fouquet in tutta la faccenda legata al cofanetto del veleno e al processo al conte di Peyrac. Quando la donna rivela di amare quel palazzo, Condé le dice che se vuole potrà restare a vivervi a patto che diventi la sua amante e le fa una inaspettata dichiarazione d'amore. Angelica però rifiuta la proposta. In seguito, a casa di Ninon, Angelica ha modo di rincontrare la sorella Ortensia; poi, quella sera, durante una partita di oca, la donna riesce a vincere Condé il palazzo del Beautreillis.
Dopo esservisi trasferita con i suoi figli, Angelica inizia a riarredare al meglio il palazzo con il suo buon gusto e decide di festeggiare la sua installazione in quella dimora con un gran pranzo seguito da un ballo. Per organizzare l'evento la donna si rivolge ad Audiger, il quale deluso di essere stato da lei contattato solo per questioni di lavoro, rifiuta l'incarico. Tuttavia la festa tenuta da Angelica nel suo palazzo del Beautreillis si rivela ugualmente un grande successo. Dato il suo nuovo stile di vita, Angelica inizia a frequentare sempre più spesso la vedova Scarron, la marchesa di Sévigné e la marchesa di Brinvilliers. Intanto diversi mendicanti e membri della Corte dei Miracoli iniziano ad essere accolti nel palazzo del Beautreillis per ricevere una zuppa ben calda, pane e vestiti. Tra di essi vi è anche Pane Nero, il quale avverte Angelica di stare lontana dalla Brinvilliers perché è un'avvelenatrice. Poco tempo dopo Desgrez chiede aiuto ad Angelica affinché gli venga presentata la Brinvilliers, ma la donna si rifiuta di farlo perché non vuole immischiarsi in faccende che non la riguardano.
Una sera, ad ora avanzata, Angelica viene convocata con urgenza da suo fratello, il gesuita Raimondo di Sancé. L'uomo ha chiesto il suo aiuto per assistere loro sorella Maria Agnese che soffre di emorragia, forse causata da un aborto clandestino. Grazie all'intervento del Grande Matteo, il medico della Corte dei Miracoli, la donna guarisce. Angelica parla col fratello del suo desiderio di voler vedere Versailles ma di non poterlo fare perché non più nobile. Raimondo le suggerisce allora di sposarsi con un nobile per poter così riavere un titolo. Angelica inizia quindi a pensare di sposarsi con suo cugino, Filippo del Plessis-Bellière. La guarigione di Maria Agnese prosegue poi al palazzo del Beautreillis in maniera soddisfacente. 
Un giorno Atenaide di Montespan decide di recarsi dalla Voisin e la signora Scarron supplica Angelica di recarsi con lei insieme ad Atenaide per pregare insieme contro i possibili malefici che quella donna potrebbe lanciare loro. La Voisin predige a tutte e tre che saranno amate dal re.
Poco tempo, quando Filonide informa Angelica che Filippo del Plessis sposerà presto la figlia di Lamoignon, presidente del parlamento di Parigi, la donna resta sconvolta della notizia. Il giorno seguente si reca alle Tuileries e prendendo coraggio dice a Filippo di sposarsi con lei anziché con la signorina  Lamoignon. Quando l'uomo la respinge, Angelica decide di ricattarlo: o lui la sposerà o lei renderà noto che Condé insieme ad altri nobili tramò per uccidere il re e che il complotto ebbe luogo proprio nel castello del Plessis-Bellière il 20 settembre 1649. Filippo respinge le accuse, ma quando Angelica afferma di essere in possesso di prove di quanto afferma, l'uomo realizza che è stata lei a prendere il cofanetto con il veleno. Sconvolto Filippo si ritrova costretto ad accettare di sposarla e la invita la sera seguente al suo palazzo di via Sant'Antonio per discuterete con il mio amministratore i termini del contratto di nozze. Il giorno seguente Angelica si reca a palazzo del cugino dove trova l'anziano Molines ed insieme decidono appunto i termini del contratto: una volta che i due saranno sposati, Angelica consegnerà al marito il cofanetto che egli desidera. Molines consiglia anche ad Angelica di pretendere che il matrimonio tra i due venga consumato e fa aggiungere la cosa al contratto.
Ben presto nei salotti inizia a spargersi la voce dell'imminente matrimonio della signora Morens col marchese del Plessis-Bellière e quella dell'origine aristocratica della donna. Una mattina Angelica riceve la visita di Audiger che vuol scoprire se è vero quanto si dice circa le nozze della donna con Plessis-Bellière. Appreso che la notizia è vera l'uomo si arrabbia e accusa Angelica di aver sempre e solo mirato a far parte della nobiltà, poi furioso tenta di abusare di lei. Vedendo che la donna non fa alcuna resistenza, Audiger sentendosi quasi insultato se ne va via. Il giorno seguente l'uomo le chiede di rivederla per controllare con lei alcuni libri contabili e e la informa che partirà per un ingaggio per la Franca Contea.
Insieme ai figli e ai servi, Angelica parte per raggiungere Plessis, nel Poitou, dove avrà luogo il matrimonio. Con l'aiuto di Giasmina la donna recupera il famoso cofanetto nella finta torretta del castello poi più tardi si reca con i figli a Monteloup a trovare suo padre. Il pomeriggio del giorno seguente Angelica lo trascorre nuovamente col padre. Tornata a Plessis, scopre che Filippo è arrivato e lo sorprende intento a terrorizzare Florimondo e Cantor con tre grandi cani lupo. L'uomo poi avvisa la donna che il loro matrimonio sarà celebrato quella sera stessa e Angelica, dopo aver mandato i figli a Monteloup, si prepara per la cerimonia. Appena sposati, Filippo si fa consegnare da Angelica il cofanetto col veleno, poi conduce la donna fuori dal castello e su di una barca raggiunge con lei il centro dello stagno. Qui Filippo getta nell'acqua il cofanetto, poi tenta di strangolare Angelica ma vedendo che la donna non mostra paura o segni di voler chiedere pietà, desiste dal suo intento. Rientrati nel castello, Filippo intende adempiere i suoi doveri coniugali ma prima decide di punire Angelica per averlo ricattato frustandola con il suo scudiscio. Poi l'uomo la costringe con la forza a fare l’amore con lui. Al mattino Angelica scopre che Filippo è partito per Versailles, dove la corte si è riunita per le ultime feste prima della villeggiatura estiva. Furiosa, Angelica lascia il Poitou e fa ritorno a Parigi dove cerca conforto dall'amica Ninon.
Il 21 giugno 1666, Angelica, marchesa del Plessis-Bellière, si reca senza essere stata invitata a Versailles. Nella reggia, Angelica incontra la signora Scarron, la quale la indirizza verso gli appartamenti del re. Mentre sta percorrendo una galleria la donna si ritrova dinnanzi il re attorniato dai suoi cortigiani. Filippo, anch'egli presente, presenta sua moglie al sovrano, il quale guardandola sembra ricordarsi di lei. Quando il re le domanda se la donna sia di Tolosa, sia Filippo che  Atenaide di Montespan si apprestano a dire che Angelica è nativa del Poitou, per evitare che il re la riconosca pienamente. Tuttavia a bassa voce il sovrano dice ad Angelica di essere felice di rivederla facendo così capire alla donna che lui l'ha riconosciuta ma che intende dimenticare quello che è avvenuto in passato. Più tardi, mentre si trovano nei giardini della reggia, il re si avvicina ad Angelica, le chiede se ora è felice e poi la invita a passeggiare per i giardini insieme a lui. Angelica finalmente può sentirsi tranquilla e sognare un roseo avvenire per lei e i suoi figli.

## Errori
- Nella versione italiana del romanzo è presente un errore quando Condé riferisce ad Angelica che sua moglie è morta completamente pazza. Nella realtà infatti la moglie di Condé morì nel 1694, mentre nel romanzo l'incontro ha luogo nel 1665. Questo errore è presente appunto solo nella versione italiana mentre in quella originale non si fa menzione della morte della moglie di Condé.[1]

## Adattamenti
Il romanzo è stato trasportato sullo schermo nel 1965 nel film Angelica alla corte del re, diretto da Bernard Borderie ed interpretato da Michèle Mercier, Giuliano Gemma e Jean Rochefort.

## Edizioni
- 1958 - Garzanti (collana "Il Milione") - col titolo Angelica alla corte del Re
- 1965 - Garzanti (collana "Romanzi e Realtà") - col titolo Angelica alla corte del Re
- 1965 - Garzanti (collana "Romanzi Moderni")
- 1965 - Garzanti (collana "Romanzi e Realtà") — diviso nei due volumi Angelica alla corte dei miracoli e Angelica alla corte del Re
- 1966 - Garzanti (collana "Romanzi e Realtà") — diviso nei due volumi Angelica alla corte dei miracoli e Angelica alla corte del Re
- 1975 - Garzanti (collana "Eroi e Eroine")
- 1978 - Euroclub
- 1981 - A. Vallardi
- 1991 - Garzanti — diviso nei due volumi Angelica alla corte dei miracoli e Angelica alla corte del re
- 1997 - Tea Due — diviso nei due volumi Angelica alla corte dei miracoli e Angelica alla corte del re